# 초전도 리니어

야마나시현 시험 노선의 신칸센 L0계 초전도 리니어 열차

초전도 리니어(일본어: 超電導リニア, 영어: Superconducting Magnetic Levitation Railway, SCMaglev)는 일본 철도종합기술연구소와 도카이 여객철도에서 개발한 자기부상열차이다.
2003년 12월 도카이 여객철도의 MLX01 자기부상열차가 세운 581 km/h의 열차 속도 기록을, 2015년 4월 21일에 7량 편성의 신칸센 L0계 초전도 리니어 열차가 603 km/h로 주행하면서 깼다.

## 개요
초전도 리니어 열차는 신칸센에 적용된 종래의 궤도 접지주행의 기술적 한계를 극복할 수 있는 부상 주행을 한다. 초전도 전자석에 의한 리니어 모터 주행 방식은 JR 자기부상철도가 유일하며, 기초 기술부터 일본의 독자적인 연구로 개발된 것은 주목할 만한 일이다. 기술적으로는 이미 실용화 단계에 있으며, 야마나시현에는 18.4 km의 시험 노선이 있고, 일반 시승으로도 500 km/h를 체감할 수 있다.
이 외에도 자기부상철도에는 독일의 트란스 라피드나 일본의 HSST 등이 있다. 2027년을 목표로 주오 신칸센에서 수도권 ~ 주쿄권 간의 영업 운전을 실시할 예정이다.

## 같이 보기
- 주오 신칸센
- 신칸센 L0계